# Live Through This
Albums de Hole
Pretty on the Inside
(1991) Celebrity Skin
(1998)
Singles
1. Miss World
Sortie : 28 mars 1994
2. Doll Parts
Sortie : 15 novembre 1994
3. Violet
Sortie : 1995
4. Softer, Softest
Sortie : 12 décembre 1995

Live Through This est le deuxième album du groupe Hole sorti en 1994.
Dès sa sortie, l'album reçoit des critiques très favorables du public et des médias. L'album apparait dans des classements tels que les 500 plus grands albums de tous les temps selon Rolling Stone ou All-TIME 100 Albums du Time. Entre 1994 et 2010, l'album s'est vendu a 1 600 000 exemplaires.
À la sortie de l'album, le 12 avril 1994, Courtney Love, meneuse du groupe, est veuve de Kurt Cobain depuis quatre jours et la bassiste Kristen Pfaff mourra d'une overdose deux mois plus tard. L'album a un son rock grunge et punk, et des paroles pleines de colère cynique chantées alternativement avec rage ou douceur pop maîtrisée.
La dernière chanson, indiquée Rock Star sur la jacquette, est en réalité Olympia (le changement fut réalisé alors que l'impression sur papier était déjà faite). La chanteuse y déclare sa détestation du mouvement riot grrrl, basé à l'université d'Olympia (Washington) auquel le groupe est rattaché alors qu'il n'en fait pas partie, (When I went to school in Olympia / Where everyone’s the same - « Quand j'étais à l'école d'Olympia où tout le monde est pareil »).

## Liste des chansons
| No  | Titre                        | Durée |
| --- | ---------------------------- | ----- |
| 1.  | Violet                       | 3:24  |
| 2.  | Miss World                   | 3:00  |
| 3.  | Plump                        | 2:34  |
| 4.  | Asking For It                | 3:29  |
| 5.  | Jennifer's Body              | 3:41  |
| 6.  | Doll Parts                   | 3:31  |
| 7.  | Credit in the Straight World | 3:11  |
| 8.  | Softer, Softest              | 3:27  |
| 9.  | She Walks On Me              | 3:23  |
| 10. | I Think That I Would Die     | 3:36  |
| 11. | Gutless                      | 2:15  |
| 12. | Rock Star                    | 2:42  |